# Rabobank (wielerploeg)/2006

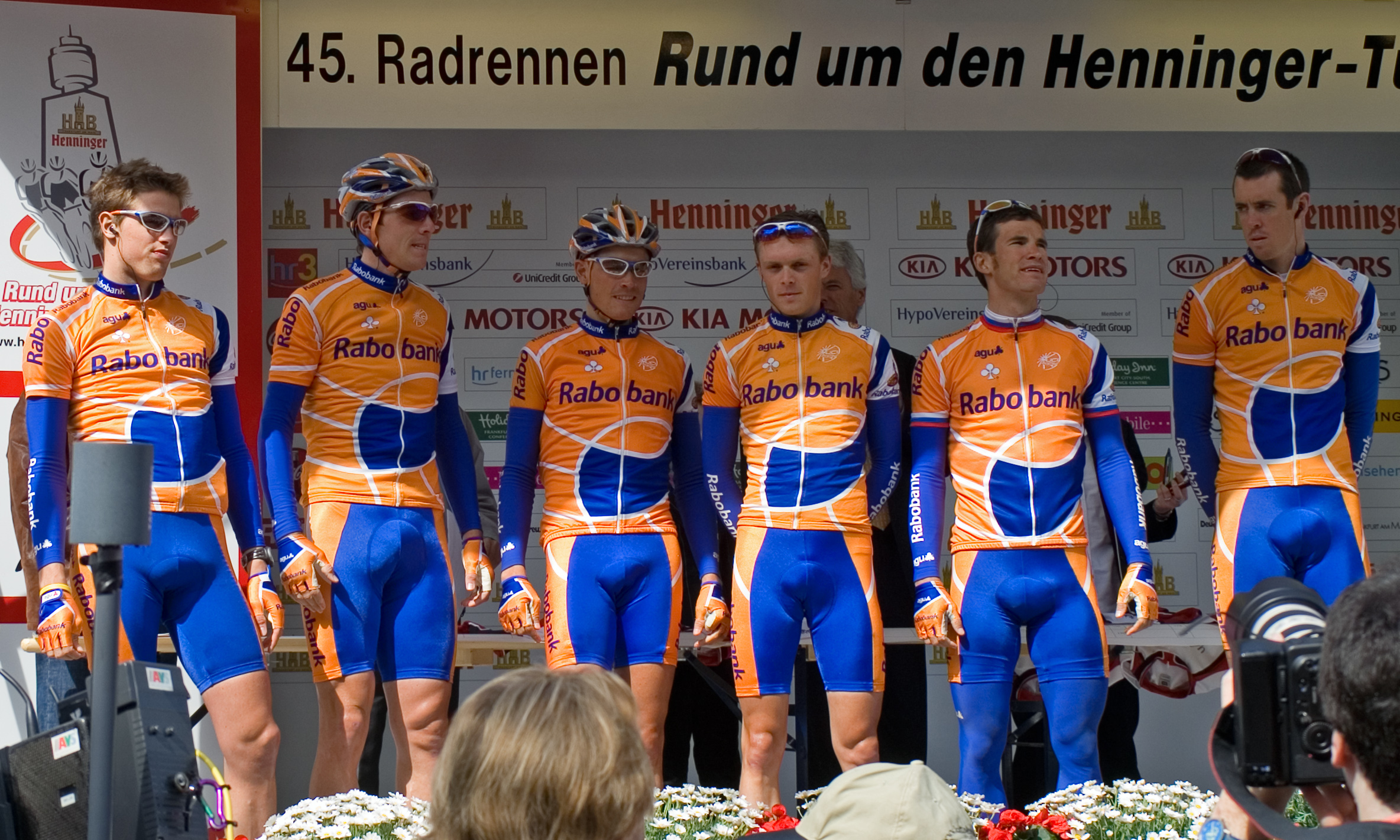
Rabobank ploeg tijdens de Henninger Turm in 2006.

Deze pagina geeft een overzicht van de wielerploeg Rabobank in 2006.
- Ploegleiders: Erik Breukink, Frans Maassen, Adri van Houwelingen & Joop Zoetemelk
- Fietsenmerk: Colnago

## Wielrenners
| Naam                | Geboortedatum | Nationaliteit | Ploeg 2005            |
| ------------------- | ------------- | ------------- | --------------------- |
| Mauricio Ardila     | 21-05-1979    | Colombia      | Davitamon-Lotto       |
| Michael Boogerd     | 28-05-1972    | Nederland     |                       |
| Jan Boven           | 28-02-1972    | Nederland     |                       |
| Graeme Allen Brown  | 09-04-1979    | Australië     | Ceramiche Panaria     |
| Bram de Groot       | 18-12-1974    | Nederland     |                       |
| Marc de Maar        | 15-02-1984    | Nederland     | Rabo Continental Team |
| Erik Dekker         | 21-08-1970    | Nederland     |                       |
| Thomas Dekker       | 06-09-1984    | Nederland     |                       |
| Theo Eltink         | 27-11-1981    | Nederland     |                       |
| Juan Antonio Flecha | 17-09-1977    | Spanje        | Fassa Bortolo         |
| Óscar Freire        | 15-02-1976    | Spanje        |                       |
| Mathew Hayman       | 20-04-1978    | Australië     |                       |
| Pedro Horrillo      | 27-09-1974    | Spanje        |                       |
| Aleksandr Kolobnev  | 04-05-1981    | Rusland       |                       |
| Gerben Löwik        | 29-06-1977    | Nederland     |                       |
| Denis Mensjov       | 25-01-1978    | Rusland       |                       |
| Grischa Niermann    | 03-11-1975    | Duitsland     |                       |
| Joost Posthuma      | 08-03-1981    | Nederland     |                       |
| Michael Rasmussen   | 01-06-1974    | Denemarken    |                       |
| Kai Reus            | 11-03-1985    | Nederland     | Rabo Continental Team |
| Niels Scheuneman    | 21-12-1983    | Nederland     |                       |
| Roy Sentjens        | 15-12-1980    | België        |                       |
| Jukka Vastaranta    | 29-03-1984    | Finland       |                       |
| Thorwald Veneberg   | 16-10-1977    | Nederland     |                       |
| William Walker      | 31-10-1985    | Australië     | Rabo Continental Team |
| Marc Wauters        | 23-02-1969    | België        |                       |
| Pieter Weening      | 05-04-1981    | Nederland     |                       |

## Vertrokken met ingang van seizoen 2006
| - Maarten den Bakker (einde contract; gaat naar Team Milram) - Karsten Kroon (naar Team CSC) - Remmert Wielinga (naar Quick·Step-Innergetic) | - Steven de Jongh (naar Quick·Step-Innergetic) - Ronald Mutsaars (einde contract; gaat zich volledig toeleggen op mountainbike en veldrijden) - Hans Dekkers (naar Agritubel) |

## Teams

### Ronde van de Algarve
15 februari–19 februari
- 191.  Kai Reus
- 192.  Tom Stamsnijder
- 193.  Lars Boom
- 194.  William Walker
- 195.  Tom Leezer
- 196.  Jos van Emden
- 197.  Robert Gesink
- 198.  Tom Veelers

### Ronde van het Baskenland
3 april–8 april
- 31.  Denis Mensjov
- 32.  Thomas Dekker
- 33.  Michael Boogerd
- 34.  Óscar Freire
- 35.  Theo Eltink
- 36.  Aleksandr Kolobnev
- 37.  Pieter Weening
- 38.  Grischa Niermann

### Ronde van Romandië
25 april–30 april
- 51.  Mauricio Ardila
- 52.  Jan Boven
- 53.  Bram de Groot
- 54.  Pedro Horrillo
- 55.  Niels Scheuneman
- 56.  Roy Sentjens
- 57.  Jukka Vastaranta
- 58.  Pieter Weening

### Critérium du Dauphiné Libéré
4 juni–11 juni
- 121.  Denis Mensjov
- 122.  Erik Dekker
- 123.  Thomas Dekker
- 124.  Pedro Horrillo
- 125.  Grischa Niermann
- 126.  Joost Posthuma
- 127.  Jukka Vastaranta
- 128.  Thorwald Veneberg

### Ronde van Oostenrijk
3 juli–9 juli
- 51.  Jan Boven
- 52.  Graeme Brown
- 53.  Marc Wauters
- 54.  Gerben Löwik
- 55.  Niels Scheuneman
- 56.  Roy Sentjens
- 57.  Jukka Vastaranta
- 58.  Thorwald Veneberg

Ardila ·
Boogerd ·
Boven ·
Brown ·
E. Dekker ·
T. Dekker ·
Eltink ·
Flecha ·
Freire · 
de Groot ·
Hayman · 
Horrillo ·
Kolobnev ·
Löwik ·
de Maar ·
Mensjov ·
Niermann ·
Posthuma ·
Rasmussen ·
Reus ·
Scheuneman ·
Sentjens ·
Vastaranta ·
Veneberg ·
Walker ·
Wauters ·
Weening
Mannen: 1984 · 1985 · 1986 · 1987 · 1988 · 1989 · 1990 · 1991 · 1992 · 1993 · 1994 · 1995 · 1996 · 1997 · 1998 · 1999 · 2000 · 2001 · 2002 · 2003 · 2004 · 2005 · 2006 · 2007 · 2008 · 2009 · 2010 · 2011 · 2012 · 2013 · 2014 · 2015 · 2016 · 2017 · 2018 · 2019 · 2020 · 2021 · 2022 · 2023 · 2024 · 2025
Lijst van alle renners
Vrouwen: 2021 · 2022 · 2023 · 2024 · 2025
Ag2r Prévoyance · Bouygues Télécom · Cofidis, Le Crédit par Téléphone · Crédit Agricole · Team CSC · Davitamon-Lotto · Discovery Channel Pro Cycling Team · Euskaltel-Euskadi · La Française des Jeux · Team Gerolsteiner · Illes Balears-Caisse D'Espargne · Lampre-Fondital · Astana · Liquigas - Bianchi · Phonak Hearing Systems · Quick Step-Innergetic · Rabobank · Saunier Duval-Prodir · Team Milram · T-Mobile Team